# Take Over Control
"Take Over Control" é uma canção do produtor e DJ holandês Afrojack com vocal da também cantora holandesa Eva Simons. A canção, escrita por Afrojack, Eva Simons, Ingrid Simons e Mike Hamilton teve seu primeiro lançamento em 12 agosto de 2010. Foi número um por seis semanas no Dance/Mix Show Airplay da Billboard. A canção também é o primeiro single de Afrojack a entrar na Billboard Hot 100, chegando ao número 41.

## Vídeo
O vídeo da música, dirigido por Alex Herron, foi gravado em setembro de 2010 em Los Angeles, Califórnia, EUA e foi lançado ao público por meio da conta oficial da Spinnin' Records em 12 de outubro de 2010.

## Faixas
- Download Digital

1. "Take Over Control" (Radio Edit) – 3:28

- Maxi single Digital

1. "Take Over Control" (Radio Edit) – 3:28
2. "Take Over Control" (Extended Vocal Mix) – 6:39
3. "Take Over Control" (Extended Vocal Instrumental) – 6:39

- EP Digital do Reino Unido

1. "Take Over Control" (UK Radio Edit) – 2:57
2. "Take Over Control" (Adam F. Vocal Edit) – 2:53
3. "Take Over Control" (Extended Vocal Mix) – 6:41
4. "Take Over Control" (Ian Carey Remix) – 6:47
5. "Take Over Control" (Adam F. Remix) – 3:37
6. "Take Over Control" (Drumsound & Bassline Smith Mix) – 3:46

- CD Single do Reino Unido

1. "Take Over Control" (UK Radio Edit) – 2:57
2. "Take Over Control" (Adam F. Vocal Edit) – 2:53

- CD Maxi single dos Estados Unidos[2][3]

1. "Take Over Control" (Radio Edit) – 3:28
2. "Take Over Control" (Dutch Radio Edit) – 3:28
3. "Take Over Control" (Extended Vocal Mix) – 6:28
4. "Take Over Control" (Adam F. Mix) – 3:34
5. "Take Over Control" (Drumsound & Bassline Smith Mix) – 3:44
6. "Take Over Control" (Spencer & Hill Mix) – 6:10
7. "Take Over Control" (Apster Mix) – 5:34
8. "Take Over Control" (Sunnery James & Ryan Marciano Mix) – 6:08
9. "Take Over Control" (Ian Carey Mix) – 6:45

## Desempenho nas tabelas musicais
| País — Tabela musical (2010/2011)                              | Posição de pico |
| -------------------------------------------------------------- | --------------- |
| Austrália — ARIA Charts                                        | 17              |
| Austrália — Ö3 Austria Top 75                                  | 46              |
| Bélgica (Flandres) — Ultratop 50                               | 7               |
| Bélgica (Valónia) — Ultratop 40                                | 21              |
| Canadá — Canadian Hot 100                                      | 39              |
| Chéquia — IFPI                                                 | 34              |
| Alemanha — Media Control Charts                                | 49              |
| Hungria — Dance Top 40                                         | 1               |
| Hungria — Rádiós Top 40                                        | 18              |
| Países Baixos — Mega Single Top 100                            | 12              |
| Polónia — Dance Top 50                                         | 1               |
| Escócia — Scottish Singles Chart (The Official Charts Company) | 11              |
| Reino Unido — UK Singles Chart (The Official Charts Company)   | 24              |
| Reino Unido — UK Dance Chart (The Official Charts Company)     | 3               |
| Reino Unido — UK Indie Chart (The Official Charts Company)     | 2               |
| Estados Unidos — Hot Dance Airplay (Billboard)                 | 1               |
| Estados Unidos — Billboard Hot 100                             | 41              |
| Estados Unidos — Heatseekers Songs (Billboard)                 | 1               |
| Estados Unidos — Hot Dance Club Songs (Billboard)              | 23              |
| Estados Unidos — Pop Songs (Billboard)                         | 24              |
| Estados Unidos — Tropical Songs (Billboard)                    | 22              |

### Fim de ano
| País — Tabela musical (2010) | Posição |
| ---------------------------- | ------- |
| Países Baixos — Dutch Top 40 | 81      |

## Certificações
| Região    | Certificador | Certificação |
| --------- | ------------ | ------------ |
| Austrália | ARIA         | Platina      |

## Histórico de lançamento
| Região         | Data                   | Formato          | Editora discográfica  |
| -------------- | ---------------------- | ---------------- | --------------------- |
| Países Baixos  | 12 de agosto de 2010   | Download digital | Spinnin' Records      |
| Bélgica        | 10 de setembro de 2010 | Download digital | Spinnin' Records      |
| Estados Unidos | 5 de outubro de 2010   | Download digital | Robbins Entertainment |
| Alemanha       | 5 de novembro de 2010  | CD single        | Tiger Records         |
| Estados Unidos | 16 de novembro de 2010 | CD single        | Robbins Entertainment |
| Reino Unido    | 28 de novembro de 2010 | Download digital | Ministry of Sound     |
| Reino Unido    | 29 de novembro de 2010 | CD single        | Ministry of Sound     |